# Louis César Constantin de Rohan-Guéméné

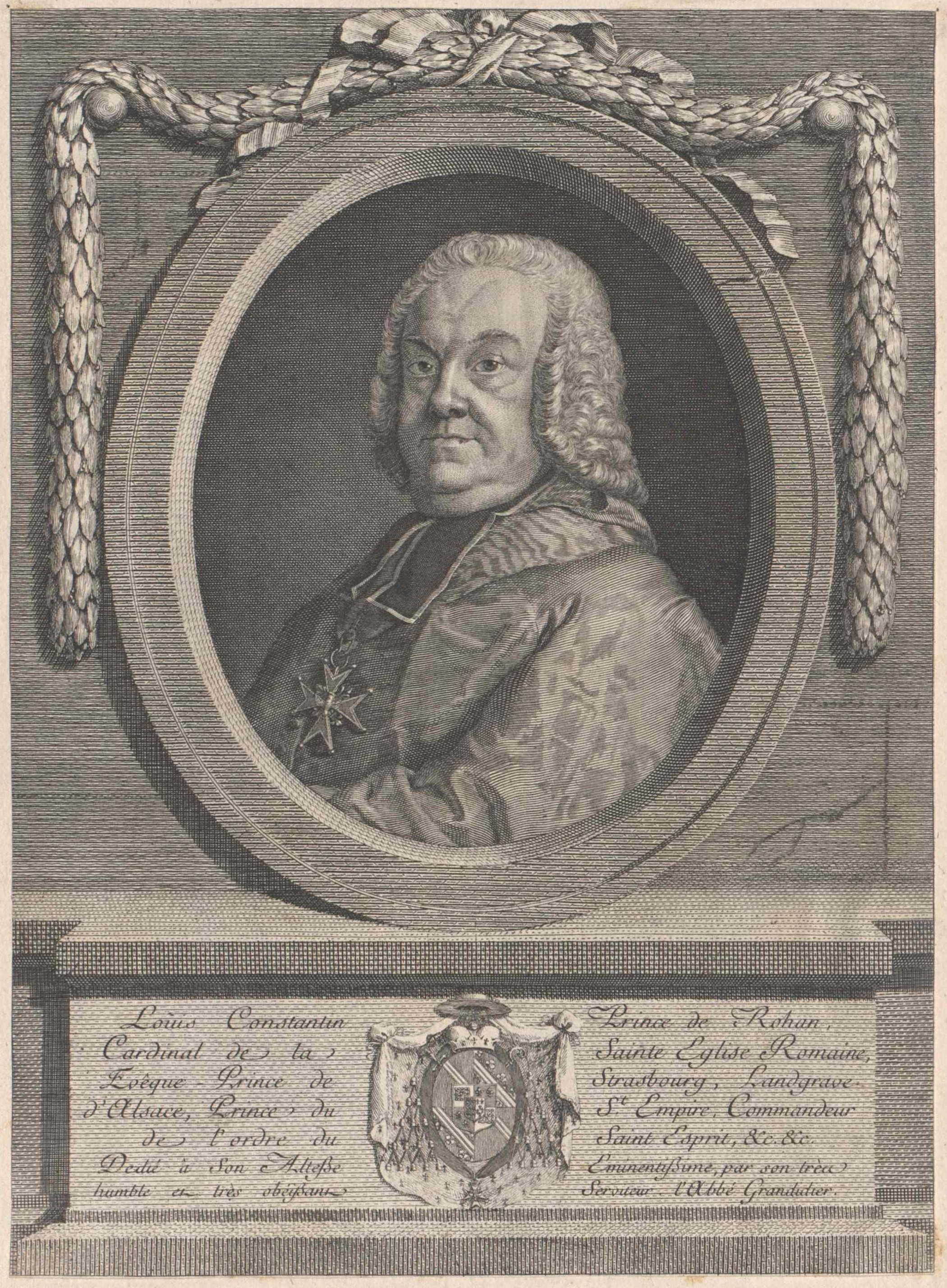
Kardinal Louis César Constantin de Rohan-Guéméné (Kupferstich von Christophe Guérin, 1776)

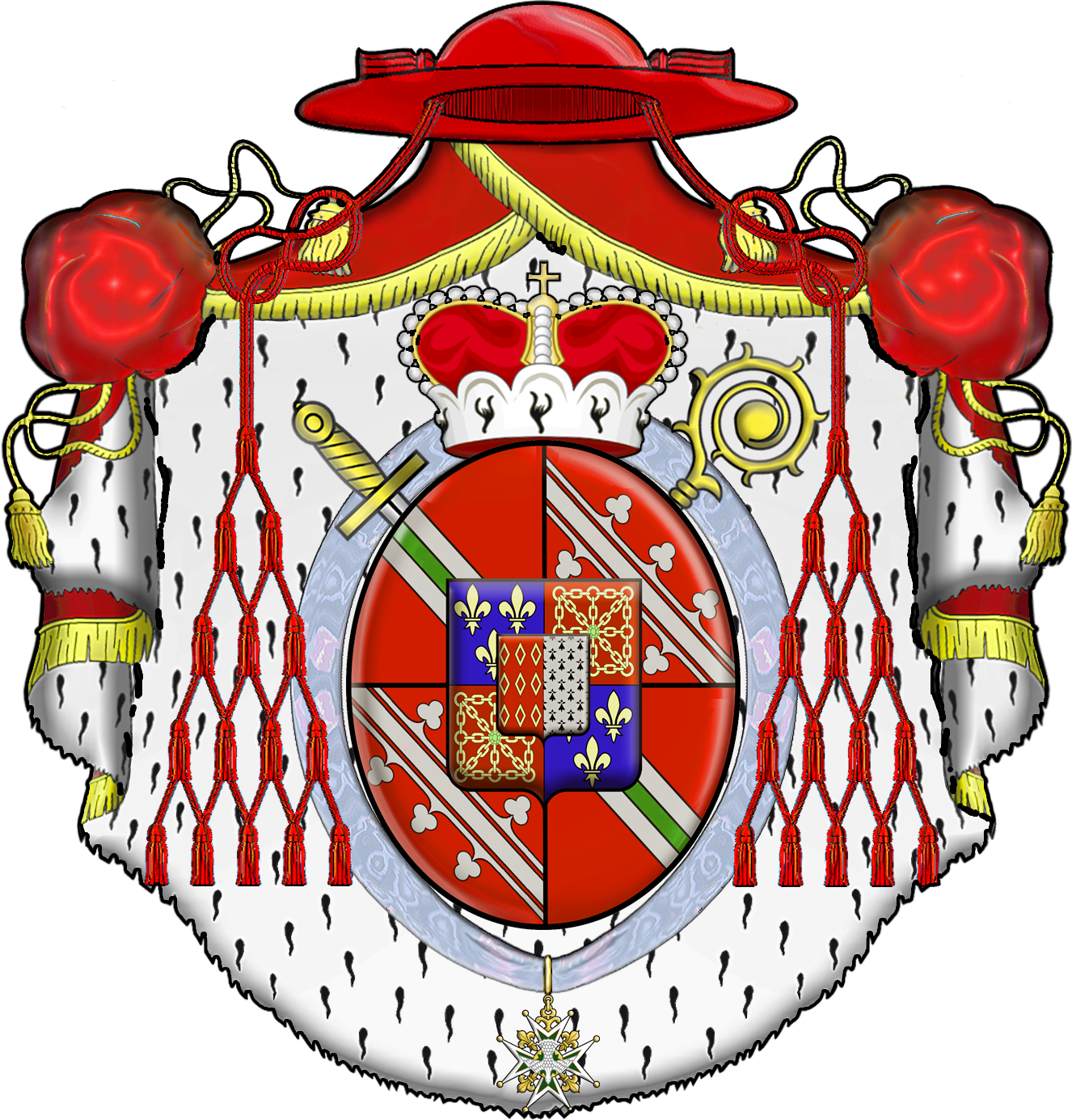
Kardinalswappen

Louis César Constantin de Rohan-Guéméné (* 24. März 1697 in Paris; † 11. März 1779 ebenda) war ein Kardinal der Römischen Kirche und Bischof von Straßburg.

## Biografie
Er wurde in Paris als siebter Sohn von Charles III. de Rohan, 5. Herzog von Montbazon, Fürst von Guéméné, (1655–1727) und dessen zweiter Gemahlin Charlotte Elisabeth de Cochefilet (1657–1719) geboren. Sein älterer Bruder Armand Jules (1695–1762) war Erzbischof von Reims.
Zunächst studierte er kanonisches Recht an der Sorbonne in Paris. 1720 trat er dem Ritterorden der Malteser bei und wurde Kapitän der Flotte des Malteserordens. In Paris erwarb er sich nach Beendigung seines Studiums ein Lizentiat des Kirchenrechts. In Straßburg, wo er Domherr war, stieg er bis zum Propst auf. Auch war er Abt von Lire und später auch von Saint-Epure. Gleichzeitig war er auch Großalmosenier des Königreichs Frankreich.
Das Domkapitel von Straßburg wählte ihn am 23. September 1756 zum Bischof, als was ihn Papst Benedikt XIV. am 3. Januar 1757 bestätigte. Kardinal Frédéric-Jérôme de la Rochefoucauld de Roye spendete ihm am 16. März 1757 in Paris die Bischofsweihe. Von Papst Clemens XIII. am 23. November 1761 zum Kardinalat kreiert und zum Kardinalpriester ernannt, erhielt er jedoch nie eine Titelkirche und nahm auch an keinem Konklave teil.
Er starb am 11. März 1779 in seiner Residenz in der Rue de Varennes in Paris.